# 程俱
程俱（1078年—1144年），字致道，號北山，宋朝衢州開化（今屬浙江）人。
程天民之子。母親是尚書左丞鄧潤甫之女。九歲喪父，隨母寓外祖父家，從小遍覽經史。紹聖四年，以外祖父恩蔭入仕。徽宗政和元年（1111年），起用為泗州臨淮縣令。宣和三年，賜上舍出身。歷官吳江主簿、太常少卿。建炎三年（1129年），自太常少卿知秀州。建炎四年（1130年），金兵南下，二月，攻陷秀州，程俱棄城走，進保華亭。绍兴元年（1131年）甲辰，置秘书省，以程俱为秘书少监。紹興二年，以“依附蔡做”和“在秀州弃城而遁”为由，提舉江州太平觀、徽猷閣待制。紹興九年，秦檜薦領史事兼任萬壽觀提舉、實錄院修撰，力辭不受，辭歸，卒年六十七。詩多五言古詩。有《麟台故事》五卷、《北山小集》四十卷、《宋徽宗实录》二十卷、《默说》三卷等。

## 延伸阅读
[在维基数据编辑]
 在维基文库阅读此作者作品（ 在维基共享资源阅览影像）
 《宋史/卷445》，出自脱脱《宋史》